# USS Wiseman (DE-667)
USS Wiseman (DE-667) là một tàu hộ tống khu trục lớp Buckley được Hải quân Hoa Kỳ chế tạo trong Chiến tranh Thế giới thứ hai. Tên nó được đặt theo Trung úy Hải quân Osborne Beeman Wiseman (1915-1942), phi công thuộc Liên đội Ném bom VB-3 (nguyên thuộc tàu sân bay Saratoga (CV-3)) được biệt phái sang tàu sân bay Yorktown (CV-5), đã tử trận trong Trận Midway vào ngày 4 tháng 6, 1942, và được truy tặng Huân chương Chữ thập Hải quân. Nó đã phục vụ cho đến khi chiến tranh kết thúc, xuất biên chế năm 1946, nhưng sau đó được huy động trở lại trong hai giai đoạn: từ năm 1950 đến năm 1958 để phục vụ trong cuộc Chiến tranh Triều Tiên, và trong các năm 1961 và 1962 để phục vụ trong cuộc Chiến tranh Lạnh. Cuối cùng con tàu bị tháo dỡ năm 1974. Wiseman được tặng thưởng sáu Ngôi sao Chiến trận do thành tích phục vụ trong cuộc Chiến tranh Triều Tiên.

## Thiết kế và chế tạo
Những chiếc thuộc lớp tàu hộ tống khu trục Buckley có chiều dài chung 306 ft (93 m), mạn tàu rộng 37 ft 1 in (11,30 m) và độ sâu mớn nước khi đầy tải là 11 ft 3 in (3,43 m). Chúng có trọng lượng choán nước tiêu chuẩn 1.400 tấn Anh (1.400 t); và lên đến 1.740 tấn Anh (1.770 t) khi đầy tải. Hệ thống động lực bao gồm hai turbine hơi nước General Electric công suất 13.500 mã lực (10.100 kW), dẫn động hai máy phát điện công suất 9.200 kilôwatt (12.300 hp) để vận hành hai trục chân vịt;  công suất 12.000 hp (8.900 kW) cho phép đạt được tốc độ tối đa 23 kn (26 mph; 43 km/h), và có dự trữ hành trình 6.000 nmi (6.900 mi; 11.000 km) khi di chuyển ở vận tốc đường trường 12 kn (14 mph; 22 km/h).
Vũ khí trang bị bao gồm ba pháo 3 in (76 mm)/50 cal trên tháp pháo nòng đơn có thể đối hạm hoặc phòng không, một khẩu đội 1,1 inch/75 caliber bốn nòng và tám pháo phòng không Oerlikon 20 mm. Vũ khí chống ngầm bao gồm một dàn súng cối chống tàu ngầm Hedgehog Mk. 10 (có 24 nòng và mang theo 144 quả đạn); hai đường ray Mk. 9 và tám máy phóng K3 Mk. 6 để thả mìn sâu. Khác biệt đáng kể so với lớp Evarts dẫn trước là chúng có thêm ba ống phóng ngư lôi Mark 15 21 inch (533 mm). Thủy thủ đoàn đầy đủ bao gồm 186 sĩ quan và thủy thủ.
Wiseman được đặt lườn tại xưởng tàu của hãng Dravo Corporation tại Pittsburgh, Pennsylvania vào ngày 26 tháng 7, 1943. Nó được hạ thủy vào ngày 6 tháng 11, 1943; được đỡ đầu bởi bà June Holton, vợ góa Trung úy Wiseman, và nhập biên chế tại Algiers, New Orleans vào ngày 4 tháng 4, 1944 dưới quyền chỉ huy của Hạm trưởng, Thiếu tá Hải quân William B. McClaran, Jr.

## Lịch sử hoạt động

### 1944 – 1946
Sau khi hoàn tất hoạt động chạy thử máy huấn luyện tại khu vực Bermuda và được sửa chữa sau chạy thử máy tại Xưởng hải quân Boston, Wiseman khởi hành từ Boston, Massachusetts vào ngày 24 tháng 5, 1944 cho chuyến hộ tống vận tải khứ hồi đầu tiên vượt Đại Tây Dương. Nó gia nhập Lực lượng Đặc nhiệm 64 và hộ tống cho Đoàn tàu UGS-43 đi sang Bắc Phi, rồi tiếp tục hộ tống cho Đoàn tàu GUS-43 trong hành trình quay trở về từ Casablanca, Morocco thuộc Pháp đến New York.
Từ đó cho đến cuối tháng 11, Wiseman còn tiếp tục thực hiện thêm hai chuyến hộ tống vận tải khác sang các cảng Bắc Phi. Con tàu cùng Lực lượng Đặc nhiệm 64 rời Hampton Roads vào ngày 3 tháng 8 để hộ tống cho Đoàn tàu UGS-50, rồi từ Bizerte, Tunisia hộ tống cho Đoàn tàu GUS-50 quay trở về vào ngày 29 tháng 8. Sau khi được sửa chữa và cải biến tại Boston từ ngày 19 tháng 9 đến ngày 5 tháng 10, nó thực hành huấn luyện tại khu vực Casco Bay, Maine trước khi tiếp tục cùng Lực lượng Đặc nhiệm 64 hộ tống cho Đoàn tàu UGS-57 xuất phát từ Hampton Roads để đi sang Bizerte, và quay trở về cùng Đoàn tàu GUS-57, đi ngang qua Gibraltar vào ngày 11 tháng 11. Nó về đến vịnh Chesapeake cùng một bộ phận của Đoàn tàu GUS-57 vào ngày 30 tháng 11, trước khi tiếp tục đi đến Charleston, South Carolina.
Theo kinh nghiệm có được tại các vùng chiếm đóng phát sinh nhu cầu cung cấp điện năng cho các thành phố mới được giải phóng, Wiseman được cải biến tại Xưởng hải quân Charleston thành một trạm phát điện nổi. Nó lên đường vào ngày 11 tháng 1, 1945 để đi sang khu vực Thái Bình Dương, băng qua kênh đào Panama và trình diện cùng Tư lệnh Hạm đội Thái Bình Dương vào ngày 17 tháng 1, và tiếp tục cùng tàu vận chuyển cao tốc Reeves (APD-52) hướng sang khu vực quần đảo Hawaii.
Đi đến Trân Châu Cảng vào ngày 3 tháng 2, Wiseman hoạt động tại vùng biển phụ cận Oahu trong một tháng, rồi lên đường hướng sang Philippines vào ngày 3 tháng 3. Đi đến Manila vào ngày 23 tháng 3, nó bắt đầu cung cấp điện cho thành phố hầu như bị phá hủy toàn bộ này từ ngày 13 tháng 4. Trong năm tháng rưỡi tiếp theo nó đã sản xuất khoảng 5.806.000 kilowatt-hour (20.900 GJ) điện, đồng thời máy chưng cất nước của con tàu cũng đã cung cấp 150.000 gal Mỹ (570 m3) nước uống cho các căn cứ Lục quân tại khu vực cảng cùng nhiều tàu bè nhỏ. Thiết bị liên lạc vô tuyến của con tàu cũng hữu ích khi được đặt dưới quyền sử dụng của chỉ huy cảng, được sử dụng để điều hành hoạt động cho đến khi trạm vô tuyến được vận chuyển đến và lắp đặt.
Hoàn thành nhiệm vụ hỗ trợ tại Manila, và kế hoạch hoạt động tại Ketchikan, Alaska bị hủy bỏ do chiến tranh đã kết thúc, Wiseman chuyển đến Guam vào ngày 18 tháng 12, nơi nó cung cấp điện cho chiếc tàu cuốc Harris (YM-25). Rời Guam vào ngày 26 tháng 3, 1946, nó cùng tàu chị em Whitehurst (DE-634) quay trở về Hoa Kỳ sau khi ghé qua Eniwetok thuộc quần đảo Marshall trong các ngày 28 và 29 tháng 3 và Trân Châu Cảng từ ngày 4 đến ngày 6 tháng 4. Nó được cho xuất biên chế tại San Diego, California vào ngày 31 tháng 5, 1946 và đưa về thành phần dự bị vào ngày 3 tháng 2, 1947. Con tàu được chuyển đến Long Beach, California, nhưng lại được chiếc tàu kéo Koka (ATA-185) kéo từ Long Beach quay trở lại San Diego vào ngày 17 tháng 11, 1948.

### 1950–1961
Sau khi Chiến tranh Triều Tiên bùng nổ vào tháng 6, 1950 làm gia tăng nhu cầu sử dụng tàu chiến các loại, bao gồm các trạm phát điện nổi, Wiseman được cho tái biên chế trở lại tại San Diego vào ngày 11 tháng 9, 1950 dưới quyền chỉ huy của Hạm trưởng, Thiếu tá Hải quân Jay W. Land. Con tàu nhanh chóng được phái sang Triều Tiên, đi đến cảng Masan gần cửa Nakdong, địa điểm neo đậu phía Tây của bãi đổ bộ lực lượng Liên Hợp Quốc gần Busan. Giống như hoạt động tại Manila trước đây, con tàu đã cung cấp điện cho thành phố, và sau này cung cấp tiện nghi cho các đơn vị thuộc Sư đoàn 1 Thủy quân Lục chiến trú đóng tại một bến tàu gần đó, bao gồm vòi tắm nước nóng và bữa ăn nóng. Nó cũng phục vụ như tàu huấn luyện đi biển, tác xạ, radar, sonar và kiểm soát hư hỏng cho 80 học viên sĩ quan thuộc Học viện Hải quân Cộng hòa Hàn Quốc cùng 120 tân binh thủy thủ của Hải quân Cộng hòa Hàn Quốc.
Quay trở về Hoa Kỳ vào cuối năm 1951, Wiseman được đại tu tại Xưởng hải quân Mare Island, Vallejo, California trước khi tiến hành huấn luyện ôn tập tại vùng biển ngoài khơi San Diego trong suốt mùa Xuân và mùa Hè năm 1952. Nó lên đường đi sang Triều Tiên vào mùa Thu năm đó, phục vụ hộ tống cho đội đặc nhiệm tàu sân bay hạng nhẹ ngoài khơi bờ biển phía Tây bán đảo Triều Tiên, tuần tra duyên hải và thực hiện các chiến dịch phong tỏa và bắn phá dọc bờ biển Bắc Triều Tiên; con tàu cũng hoạt động tuần tra chống tàu ngầm và hộ tống cho các đội tiếp liệu. Sau đó nó chuyển sang hoạt động cùng một đội tìm-diệt tàu ngầm, huấn luyện chống tàu ngầm, và phục vụ trong vai trò soái hạm trong một chuyến viếng thăm thiện chí đến Manila.
Trong những năm tiếp theo, Wiseman còn được phái sang hoạt động tại khu vực Tây Thái Bình Dương thêm bốn lượt khác, và xen kẻ giữa những chuyến đi này là các đợt huấn luyện tại San Diego và bảo trì tại Xưởng hải quân Mare Island hoặc Xưởng hải quân San Francisco. Nó cũng tiến hành những chuyến đi thực tập cho học viên sĩ quan thuộc Hải quân Dự bị Hoa Kỳ, một chuyến trong số đó đã đưa con tàu đến khu vực quần đảo Hawaii. Trong các lượt biệt phái ra nước ngoài, nó tham gia tập trận cùng hải quân các nước trong Khối SEATO: Australia, New Zealand, Hải quân Hoàng gia Anh, Philippine, Pakistan và Hải quân Hoàng gia Thái Lan, cũng như đã viếng thăm các cảng suốt khu vực từ Úc cho đến Nhật Bản. Sau lượt biệt phái cuối cùng, con tàu được điều sang vai trò huấn luyện dự bị, nên được cho xuất biên chế vào ngày 16 tháng 5, 1959 và chuyển giao cho Quân khu Hải quân 11.
Trong hai năm tiếp theo, Wiseman hoạt động từ trong vai trò huấn luyện dự bị. Mỗi tháng nó thực hiện một chuyến đi thực tập cho học viên sĩ quan dự bị vào dịp cuối tuần để huấn luyện chống tàu ngầm; và mỗi năm là một chuyến đi huấn luyện káo dài hai tuần trong mùa Hè.

### 1961 – 1973
Khi xảy ra vụ Khủng hoảng Berlin vào tháng 8 năm 1961, làm căng thẳng mối quan hệ với khối Cộng sản trong cuộc chiến tranh Lạnh, Wiseman một lần nữa được cho tái biên chế trở lại vào ngày 2 tháng 10, 1961 dưới quyền chỉ huy của Hạm trưởng, Thiếu tá Hải quân C. V. Wilhoite, Jr. Nó chuẩn bị để được phái sang phục vụ cùng Đệ Thất hạm đội, nên được đại tu tại Xưởng hải quân Long Beach.
Khởi hành vào tháng 1, 1962 để đi sang khu vực Tây Thái Bình Dương, Wiseman hoạt động tuần tra ngoài khơi bờ biển Nam Việt Nam, rồi sang tháng 3 đã tham gia huấn luyện phối hợp cùng Hải quân Nam Việt Nam. Nó tiếp tục viếng thăm Hong Kong, vịnh Subic và các cảng Nhật Bản bao gồm Yokohama, nơi nó tổ chức lễ hội nhân Ngày Lực lượng vũ trang 19 và 20 tháng 5.
Đi ngang qua Midway và Trân Châu Cảng để quay trở về San Diego vào ngày 17 tháng 7, Wiseman lại được cho xuất biên chế vào ngày 1 tháng 8. Tuy nhiên nó vẫn tiếp tục phục vụ như một tàu huấn luyện dự bị, và vào cuối năm 1962 được điều sang Đội Khu trục Dự bị 272 thuộc Hải đội Khu trục Dự bị 27; nó neo đậu tại San Diego trong suốt thập niên 1960 như một đơn vị của Hạm đội Dự bị Thái Bình Dương. Con tàu được cho rút tên khỏi danh sách Đăng bạ Hải quân vào ngày 15 tháng 4, 1973, và nó được bán cho hãng Levin Metals Corp. tại San Jose, California vào ngày 29 tháng 4, 1974 để tháo dỡ.

## Phần thưởng
Wiseman được tặng thưởng sáu Ngôi sao Chiến trận do thành tích phục vụ trong Chiến tranh Triều Tiên.
|             |                           |  |
| Bronze star | Silver star · Bronze star |  |
|             |                           |  |

| Huân chương Chiến dịch Hoa Kỳ                                   | Huân chương Chiến dịch Châu Á-Thái Bình Dương            | Huân chương Chiến thắng Thế Chiến II                  |
| Huân chương Phục vụ Phòng vệ Quốc gia với 1 Ngôi sao Chiến trận | Huân chương Phục vụ Triều Tiên với 6 Ngôi sao Chiến trận | Huân chương Viễn chinh Lực lượng Vũ trang             |
| Huân chương Giải phóng Philippine (Philippine)                  | Huân chương Liên Hợp Quốc Phục vụ Triều Tiên             | Huân chương Phục vụ Chiến tranh Triều Tiên (Hàn Quốc) |